# Last Action Hero
Last Action Hero ist eine US-amerikanische Actionkomödie von John McTiernan aus dem Jahr 1993. Die Film-im-Film-Variante ist eine Parodie auf das Genre des Actionfilms. Der Film startete am 7. Oktober 1993 in den deutschen Kinos.

## Handlung
Der elfjährige Danny Madigan ist ein Fan von Actionfilmen und insbesondere des Actionhelden Jack Slater, dessen Filme er in einem alten New Yorker Kino anschaut. Jack Slater ist ein Polizeibeamter in Los Angeles und – wie es sich für einen Filmhelden gehört – muskelbepackt und eiskalt. Einer seiner Gegenspieler ist der Ripper, ein Irrer, der mit einer Axt bewaffnet ist.
Eines Tages bekommt Danny von seinem Freund Nick, dem Vorführer seines Stammkinos, eine magische Eintrittskarte geschenkt, die dieser angeblich von Harry Houdini persönlich bekommen hat. Nick verspricht ihm eine private Vorführung des neuesten Slater-Streifens Jack Slater IV. Kurz nach Beginn des Filmes beginnt die Eintrittskarte zu glühen, und ein Bündel echten Dynamits, das aus dem Film selbst zu kommen scheint, landet im Kinosaal neben Danny und explodiert.
Als Danny aufwacht, muss er erstaunt feststellen, dass er in einem Auto direkt neben seinem Helden Jack Slater persönlich sitzt. Dieser ist ebenso überrascht wie Danny und hat keine Ahnung, wo der Junge so plötzlich hergekommen ist. Als Danny daraufhin eine wilde Verfolgungsjagd mit Ganoven im Auto erlebt, in der Elemente vorkommen, wie sie in der Realität gar nicht möglich wären, wird ihm klar, dass er irgendwie in der fantastischen Filmwelt von Jack Slater gelandet sein muss. Daraufhin schließt sich der begeisterte Danny Slater an und versucht gleichzeitig, ihm klarzumachen, dass sie sich hier alle in einem Film befinden. Doch das gelingt ihm nicht, da Slater seine Umwelt (mit u. a. vielen schönen Frauen und einer befreundeten Zeichentrickkatze namens Whiskers) als ganz normal betrachtet. Auch als Danny mit ihm in eine Videothek geht, um Slater dessen Schauspieler Arnold Schwarzenegger zu zeigen, muss er überrascht feststellen, dass der Schauspieler aufgrund Slaters realer Existenz in dieser Welt gar nicht existiert und die jeweiligen Figuren (etwa der „Terminator“) von anderen Darstellern (Sylvester Stallone) verkörpert werden.
Danach will Danny Slater zu dem Anwesen des Mafiabosses Tony Vivaldi führen, da dieser zuvor (in der Anfangssequenz des Films) Slaters Cousin dort über den Polizisten befragt hatte und anschließend ermorden ließ. Obwohl Slater ihm die Geschichte nicht glaubt, fahren sie zu Vivaldis Anwesen. Dort treffen sie auf die rechte Hand von Vivaldi, den skrupellosen Engländer Benedict (der über beeindruckende Glasaugen verfügt), der sie aber wegen fehlender Beweise für Dannys Vorwürfe wieder wegschickt. Doch Benedict bekommt noch Dannys Gespräch mit Slater mit, in dem er auch Benedicts Rolle in diesem Film erläutert; dies weckt nun das Interesse des Handlangers. Mit einigen seiner Männer folgt er den beiden zum Haus von Slaters schöner Tochter Whitney, wo er die beiden stellt und bedroht. Es kommt zu einer heftigen Schießerei zwischen den Gaunern und Slater, der alle ausschalten kann. Doch Benedict hat Danny dessen magische Kinokarte abnehmen können und ist entkommen. Als er diese genauer untersucht, findet der Halunke heraus, dass das Ticket einen Übergang in die reale Welt schaffen kann.
Slater und Danny erfahren, dass Vivaldi ein Attentat auf sämtliche seiner Rivalen während einer Beerdigung auf dem Dach eines Hochhauses plant. Dazu hat er in dem Leichnam große Mengen von Giftgas implantieren lassen, das während der Trauerfeier freigesetzt werden und alle Gäste töten soll. Mit Hilfe eines Kranes können Danny und Slater das Vorhaben vereiteln und den Toten außer Reichweite bringen. Benedict hat mittlerweile seinen Boss ermordet und flieht durch das Portal in das wirkliche New York City. Danny und Slater kommen gerade noch rechtzeitig und können ihm in letzter Sekunde folgen.
In der realen Welt muss Slater nun völlig enttäuscht feststellen, dass er wirklich nur eine fiktive Filmfigur ist und seine fantastischen Fähigkeiten hier nicht besitzt. Benedict hingegen will sich dies zunutze machen und fasst einen Plan, um Slater zu beseitigen. Dazu holt er Slaters alten Feind, den Ripper, aus dem letzten Jack-Slater-Film in die reale Welt, um mit ihm Slaters Schauspieler Arnold Schwarzenegger während der Filmpremiere zu Jack Slater IV umzubringen. Slater und Danny können dies allerdings vereiteln und den Ripper auf einem Häuserdach stellen. Nach einem dramatischen Kampf auf dem verregneten Dach gelingt es Slater, das sich ansammelnde Wasser für einen kurzen Moment zu elektrisieren und den Irren mit einem Stromschlag zu töten. Doch kurz danach erscheint Benedict überraschend auf der Bildfläche und verwundet Slater mit seiner Pistole. Er offenbart den beiden seinen Plan, mit Hilfe der magischen Kinokarte eine ganze Armee von bekannten Filmschurken wie Dracula, Hannibal Lecter und King Kong in die reale Welt zu holen und so die Weltherrschaft zu erlangen. Danny schafft es jedoch, Benedict die Waffe zu entringen, woraufhin Slater ihm mit dieser durch sein explosives Glasauge schießt und ihn dadurch vernichtet.
Da dem schwerverletzten Slater in der realen Welt mit ziemlicher Sicherheit der Tod bevorstehen würde, bringt Danny ihn mit Hilfe der magischen Karte zurück in den Film. Wieder im Film angekommen, ist seine Wunde wie so oft nur eine lästige Nebensächlichkeit; er wird ärztlich versorgt, und sein Leben ist gerettet. Danny verabschiedet sich von seinem Idol und kehrt in seine Welt zurück.

## Hintergrund

### Originaldrehbuch
Im März 1991 begannen Zak Penn und Adam Leff das Originaldrehbuch zu schreiben – das damals den Titel Extremely Violent trug. Zu Recherchezwecken lasen sie mehrere Drehbücher bekannter Actionfilme durch und besuchten die örtlichen Videotheken, dort liehen sie sich mehrere Actionfilme aus. Das Originaldrehbuch – welches online verfügbar ist – parodiert wie im Film Last Action Hero das Genre Actionfilm, spielt aber fast ausschließlich in der Filmwelt und konzentriert sich weitgehend auf den sinnlosen Kreislauf der Gewalt, den der Action-Held an den Tag legt. In der Eröffnungssequenz nimmt Arno Slater es mit einer Horde von Auftragskillern im Beverly Center (in Los Angeles) auf, die er mit einer lasergesteuerten Handkanone wegpustet, während er actionfilm-typische Einzeiler wie „Shopping can be hell.“ (dt.: „Einkaufen kann die Hölle sein.“) von sich gibt. Die Eröffnungssequenz entpuppt sich als Trailer für einen Film-im-Film. Der 15-jährige und nur etwa 1,63 m große Danny wird später während einer Vorführung in den eigentlichen Film hineingezogen. Ehe er sich versieht, steht er direkt neben seinem Helden, Arno Slater. Danny nutzt sein Wissen über den Ablauf der Geschichte, um Arno Slater zu helfen. Im realen Leben hat Danny ein Problem mit seiner Familie: mit seiner Mutter kommt es mehrmals zum Streit und er hat mit dem Verlust seines Vaters zu kämpfen.
Durch Kontakte ließen sie sich im Herbst 1991 vom Agenten Chris Moore von der Agentur Intertalent vertreten, der das Drehbuch verkaufen sollte. Moore präsentierte das Drehbuch Carolco Pictures, die bis dato mehrere erfolgreiche Actionfilme wie Terminator 2 – Tag der Abrechnung, die ersten drei Filme der Rambo-Reihe, Red Heat und Total Recall produzierte. Carolco Pictures lehnte das Drehbuch ab. Aus Sorge, das Drehbuch könnte nicht mehr verkauft werden, benannte Intertalent das Drehbuch in The Last Action Hero um und schickte es im November an fünf Produzenten. Laut der Daily Variety waren es u. a. Joel Silver von Warner Bros., Paul Schiff von Twentieth Century Fox und Sam Raimi von Universal sowie Steve Roth von Columbia Pictures und Columbias Schwesterstudio Tri-Star Pictures, die beide zu Sony Pictures Entertainment gehören. Es entwickelte sich – sehr zum Missfallen von Sony – zu einem sechstägigen Bieterkrieg. Am 7. November 1991 erhielt Columbia Pictures für 350.000 US-Dollar den Zuschlag.

### Änderungen am Originaldrehbuch
Ausgerechnet Arnold Schwarzenegger, an den die Figur Arno Slater angelehnt ist, war an dem Film interessiert. Er hat sich jedoch auch für andere Filme interessiert, die er für verschiedene Studios in Betracht zog – u. a. eine Familienkomödie namens Sweet Tooth, in der er eine Zahnfee spielen sollte. Für welche Rolle er sich auch immer entschieden hätte, Schwarzenegger verlangte eine Gage in Höhe von 15 Millionen US-Dollar sowie eine prozentuale Beteiligung am Gewinn.
Produzenten von Columbia Pictures, die Schwarzenegger unbedingt als Hauptdarsteller gewinnen wollten, trafen sich mit ihm in seinem Restaurant Schatzi on Main in Santa Monica. Schwarzenegger liebte zwar die Idee des Films, aber er hielt das Drehbuch für nicht „professionell umgesetzt“ und hatte auch Bedenken wegen der extremen Gewalttätigkeit. Schwarzenegger wollte ein neues, familienfreundliches Image prägen.
Da Schwarzenegger noch nicht zugesagt hatte, wollte Columbia Pictures auf seine Bedenken eingehen und engagierte – auf Schwarzeneggers Vorschlag hin – den erfolgreichen Drehbuchautor Shane Black (Lethal Weapon und Brennpunkt L.A. sowie Last Boy Scout), der das Drehbuch überarbeiten sollte. Black, der für den Auftrag 1 Million US-Dollar bekam, engagierte seinen Freund David Arnott als Co-Autor – Arnott bekam 250.000 US-Dollar von Shane Black. Die Ironie dabei war, dass Penn und Leff das Drehbuch schrieben, indem sie Blacks Schreibstil parodierten. 2012 äußerte Penn gegenüber den Empire-Magazin, wie irritiert sie von Blacks Engagement waren: „Wir waren große Fans von ihm – er war der Elmore Leonard der Actionfilme. Es war also dieser surreale Moment, in dem wir dachten: Wir parodieren diesen Typen, und jetzt wurde er angeheuert, um uns umzuschreiben. Es war einfach ein merkwürdiges, seltsames Ereignis.“
Am 25. Februar 1992 begannen Black und Arnott mit der Überarbeitung des Drehbuchs. Laut Black sollten sie das „kleine Drehbuch, in dem nicht viel passiert, zu einem Sommerfilm aufpeppen“. Der Titel wurde auf Last Action Hero gekürzt. Penn und Leff durften nicht mehr am Drehbuch arbeiten. Während Black und Arnott am Drehbuch arbeiteten, bot Columbia Pictures das ursprüngliche Originaldrehbuch dem Regisseur John McTiernan an, der es jedoch zuerst ablehnte; im Juli 1992 änderte er seine Meinung und übernahm die Regie des Films. Laut der Daily Variety war auch Robert Zemeckis als Regisseur vorgesehen. Penn und Leff hatten gehofft, dass Robert Zemeckis oder John Landis als Regisseur engagiert werden, denn sie glaubten, „dass es für jemanden von außen leichter ist, sich über die Konventionen von Actionfilmen lustig zu machen als für die Leute, die sie überhaupt erst geschaffen haben“.
Die Arbeit zwischen den Drehbuchautoren und McTiernan führte zu einigen Problemen, da der Regisseur mit dem letzten Drittel des überarbeiteten Drehbuchs unzufrieden war; die Autoren Black und Arnott wurden gefeuert. Schwarzenegger, der immer noch am Film interessiert war, empfahl den berühmten William Goldman als neuen Drehbuchautor, den er bei den Dreharbeiten von Twins – Zwillinge kennengelernt hatte. Nach einer anfänglichen Ablehnung akzeptierte Goldman das Angebot von Columbia Pictures in Höhe von 750.000–1 Million US-Dollar für vier Wochen Arbeit als Script Doctor – auch Carrie Fisher und Larry Ferguson nahmen einige Änderungen am Drehbuch vor: Dabei wurde der Filmvorführer von Dannys Lieblingskino vom „dämonischen Bösewicht“ zum freundlichen alten Mann; Benedict wurde zum Hauptantagonisten des Films; Slaters Vorname wurde von Arno zu Jack geändert. Auch Dannys Alter wurde von 15 auf 11 Jahre herabgesetzt, da Schwarzenegger bereits in Terminator 2 – Tag der Abrechnung mit dem Teenager John Connor (gespielt von Edward Furlong) zusammenspielte. Goldmans Drehbuch sollte von Black und Arnott nochmal leicht modifiziert werden. Laut Black habe er die Bitte vom Regisseur abgelehnt, da er zuvor gefeuert wurde und die Anfrage als „Beleidigung“ seines „Berufsstolzes“ empfand. Charles Dance schrieb viele seiner eigenen Zeilen. Die Honorare für die Drehbuchautoren beliefen sich angeblich auf mehr als 2 Millionen US-Dollar.

### Dreharbeiten
Im August 1992 sagte Schwarzenegger zu. Am 2. November 1992 begannen die Hauptdreharbeiten und endeten am 1. April 1993 in Los Angeles. Die Eröffnungsszene von Jack Slater IV wurde in der Temple Street und der Beaudry Avenue in der Innenstadt von Los Angeles gedreht. Die Filmpremiere von Jack Slater IV fand in der Long Beach Civic Light Opera statt. Die Außenaufnahmen wurden über acht Tage am Times Square in New York City gedreht. Das Dach des Hyatt Regency Hotels in Long Beach diente als Drehort für die Beerdigungsszene. Vor dem Hotel wurden mit großem Aufwand die Teergruben von La Brea nachgebaut.
Bei den Dreharbeiten einer aufwendigen Actionszene gingen die Fenster mehrerer benachbarter Häuser zu Bruch. Columbia Pictures übernahm die Reparaturkosten. Im Dezember 1992 kam es zu Protesten der Anwohner Nahe dem Mulholland Drive, da die Dreharbeiten bis tief in die Nacht gingen. Die Arbeitszeiten wurden daraufhin so angepasst, dass die Dreharbeiten bis Mitternacht abgeschlossen waren.
Während die Stimmung unter den Schauspielern gut war, herrschte beim Filmstab große Anspannung. Denn bis zur Premiere hatte John McTiernan nur neuneinhalb Monate Zeit. Vorproduktion, Produktion und Postproduktion sollten in weniger als zehn Monaten abgeschlossen werden. McTiernan sagte rückblickend gegenüber den Empire-Magazin: „Das war ein Monat zu kurz. Im Nachhinein betrachtet, waren wir auch arrogant.“ McTiernan war auch nicht davon begeistert, dass das Drehbuch ungenauer wurde, je mehr daran umgeschrieben wurde: „Der Studiochef konnte sich nicht entscheiden, ob dies ein Actionfilm oder ein Kinderfilm sein sollte“. Großes Misstrauen hatte McTiernan gegenüber den ehemaligen Drehbuchautoren. So glaubte er, dass Black und Arnott ihn hintergehen wollten, als er sie in Schwarzeneggers Trailer sah. Als Penn von Columbia Pictures eine kleine Rolle als Polizist angeboten wurde, sorgte die Geste für noch mehr böses Blut. Ein Schauspieler wandte sich an Penn und sagte: „Zak, ich sage dir das nur ungern, aber wenn du dir anguckst, wo die Kamera ist, bist du nie im Bild. McTiernan hat dich im Grunde aus dem Film ausgeblendet.“
Für die Postproduktion plante Columbia Pictures etwa zehn Wochen ein, was für einen Spielfilm in dieser Größenordnung sehr knapp bemessen ist. Um den Plan einzuhalten, musste der Filmstab in den letzten Wochen pro Tag etwa 18 Stunden arbeiten. Nach einer missglückten Testvorführung wurde beschlossen, das Ende neu zu drehen. Panik machte sich breit. Laut McTiernan hatten sie von den letzten Dreharbeiten bis zur Premiere nur etwa drei Wochen Zeit, wodurch ganze Szenen nicht einmal richtig geschnitten wurden. Infolgedessen kursierten Gerüchte, dass der Film nicht rechtzeitig zum Kinostart fertig werden würde und sie die Filmpremiere für einige Wochen verschieben. Columbia Pictures dementierte die Gerüchte und bestand darauf, dass der Film wie geplant im Juni in die Kinos kommen wird.

### Vermarktung
Last Action Hero wurde als einer der größten Blockbuster des Sommers angepriesen und baute auf Schwarzeneggers riesigem Erfolg als Actionstar auf. Columbia Pictures investierte daher in teure und groß angelegte Werbekampagnen, die schon vor dem Dreh des Films begannen. Laut der Daily Variety hatte das Studio bereits im Oktober 1992 einen kurzen Teaser-Trailer gedreht, der bis zu 500.000 US-Dollar gekostet haben soll. Im Frühjahr 1993 zeigte das Studio bei einer Messe in Las Vegas einen vierminütigen Trailer. Laut dem Hollywood Reporter und Boxoffice-Magazin erzielte Columbia Pictures einen Deal mit der Fast-Food-Kette Burger King in Höhe von 12–14 Millionen US-Dollar. Zudem durfte der Spielehersteller Mattel für 5 Millionen US-Dollar mehrere Actionfiguren aus Last Action Hero auf dem Markt bringen. Weitere 25 Firmen setzten auf den Erfolg des Films: So gab es u. a. Flipperautomaten, Schlüsselanhänger, Anstecknadeln, Comics, Skateboards, Sammelkarten, T-Shirts, Pullover, Strandtücher, Kalender, Nachtwäsche sowie ein Videospiel, das auf sieben Plattformen veröffentlicht wurde. Am 3. März 1993 gab The Wall Street Journal bekannt, dass Columbia Pictures beim Bieterverfahren der NASA sich durchsetzen konnte. Die Worte Last Action Hero und Schwarzenegger sollten bei einer unbemannten kommerziellen Weltraummission auf dem Rumpf und den Booster-Raketen der Conestoga-Rakete beworben werden, die im Mai 1993 starten sollte – rund ein Monat vor dem Kinostart in den USA. Das Studio zahlte 500.000 US-Dollar. Der Deal beinhaltete auch eine Kooperation mit AT&T. Die Anrufer konnten eine Nachricht hinterlassen, die auf digitalem Band in den Weltraum gesendet werden sollte. Es wurde zu einem PR-Flop, denn die NASA gab im Mai 1993 bekannt, dass der Start bis zum August 1993 verschoben wird; der Start wurde später abgesagt.

### Cameo-Auftritte
Viele Prominente haben in diesem Film Cameo-Auftritte:
- Ian McKellen
- Sharon Stone
- Tina Turner
- James Belushi
- Chevy Chase
- MC Hammer
- Little Richard
- Robert Patrick
- Maria Shriver
- Jean-Claude Van Damme
- Dagmar Koller
- Damon Wayans
- Weird Al Yankovic
- Danny DeVito (Stimme von Whiskers, der Zeichentrickkatze)
- Angie Everhart

Laut der Daily Variety waren weitere Cameo-Auftritte geplant. So sollte Alec Baldwin als Neffe des Verbrecherbosses Tony Vivaldi beisteuern, er entschied sich lieber, der Amtseinführung von US-Präsident Bill Clinton beizuwohnen. John McTiernans Freund Sam Neill sollte, als Anspielung auf seine Rolle in Jurassic Park, bei den Dinosaurier-Statuen in den La Brea Teergruben erscheinen; aufgrund von Terminschwierigkeiten konnte er nicht an den Dreharbeiten teilnehmen. Clint Eastwood sollte einen kurzen Auftritt als Polizist im Film Jack Slater IV spielen, aber die Szene wurde nie gedreht. Laut Medienberichten erhielt Tina Turner 5.000 US-Dollar für einen Arbeitstag.

### Uraufführung
Die Premiere von Last Action Hero fanden am 13. und 16. Juni 1993 in Los Angeles und New York City statt. Die Premieren-Veranstaltung in Los Angeles kostete mehr als 500.000 US-Dollar und beinhaltete gleichzeitige Vorführungen in den Village Theatre und Bruin Theater in Westwood. Am 17. Juni startete der Film in ausgewählten US-amerikanischen Kinos und einen Tag später landesweit.

### Trivia
- Der Film enthält eine ganze Reihe von Kontinuitätsfehlern, von denen die meisten absichtlich eingefügt wurden.
- In der Schule wird den Schülern der Film Hamlet (1948) mit Laurence Olivier in der Hauptrolle vorgeführt.
- Die Lehrerin, die Laurence Oliviers Schauspielkunst lobt, wird von dessen Witwe Joan Plowright gespielt.
- Das Auto von Jack Slater ist ein Pontiac Bonneville Cabrio, Baujahr 1969.
- Auf einem Terminator-2-Pappaufsteller ist Sylvester Stallone statt Arnold Schwarzenegger zu sehen (der Kopf von Arnold Schwarzenegger wurde durch den von Sylvester Stallone ersetzt); als Danny Jack Slater davon überzeugen will, dass er eigentlich der Darsteller sei, entgegnet Slater ihm: „Der ist phantastisch. Der beste Film, den er je gemacht hat.“ Im selben Jahr verulkte Stallone seinen Planet-Hollywood-Teilhaber mit einer „Schwarzenegger-Präsidentenbibliothek“ im Film Demolition Man.
- Die Death-Metal-Band Jack Slater wurde durch diesen Film zu ihrem Namen inspiriert.
- Der erste Film, den Danny sich im Kino anschaut, wird als „A Franco Columbu Film“ präsentiert. Columbu, Schwarzeneggers langjähriger Freund und Trainingspartner aus Bodybuilding-Zeiten, trat mit ihm unter anderem schon in Mr. Universum, Pumping Iron, Conan der Barbar, Terminator und Running Man auf.
- Im Film wird öfter davon gesprochen, dass die von F. Murray Abraham gespielte Figur Mozart bzw. Moe Zart (so Slater, der Mozart nicht kennt) getötet habe. Dies ist eine Anspielung auf dessen Rolle als Antonio Salieri im Film Amadeus.
- Als Jack und Danny die Haupttreppe des Polizeipräsidiums hinaufgehen, kommt Catherine Tramell (Sharon Stone), die Hauptfigur aus Basic Instinct, heraus, in genau der Kleidung, in der sie im Polizeipräsidium eine Befragung als potentiell Mordverdächtige über sich ergehen lassen musste. Sie zündet sich erleichtert und genervt eine Zigarette an (in Basic Instinct hatte sie im Verhörraum bereits geraucht, obwohl dies dort nicht erlaubt war). In der gleichen Szene kommt unmittelbar danach der Terminator T-1000 (Robert Patrick) heraus, welcher Schwarzeneggers Antagonist in Terminator 2 – Tag der Abrechnung ist.
- Kurz nachdem Franks Haus explodiert, sagt der alte Polizist „zwei Tage bis zur Rente“. Dies ist eine Anspielung auf Roger Murtaugh, gespielt von Danny Glover, aus der Lethal-Weapon-Filmreihe. Gleichzeitig erklingt ein kurzer Auszug aus Sgt. Roger Murtaugh, der ebenfalls aus Lethal Weapon stammt.
- Der Tod aus dem Film Das siebente Siegel (1957) von Ingmar Bergman wurde dort von Bengt Ekerot gespielt. Bei Last Action Hero wurde diese Rolle von Ian McKellen übernommen.
- Es gibt zahlreiche Verweise auf die fiktive Marke ACME: Zunächst wird Jack Slater während der Verfolgungsszene mit Dynamitladungen beworfen, die aus einer Kiste mit der Aufschrift „ACME Explosives“ entnommen werden. In derselben Verfolgungsszene erscheint ein Eiswagen („ACME Ice Cream“) sowie haufenweise Kisten („ACME Storage Center“). Die Videothek, die Jack und Danny betreten, nennt sich „ACME Video“. Der Baukran, der in der Beerdigungsszene zum Einsatz kommt, hat die Aufschrift „ACME Construction“. Auch in der realen Welt ist ein ACME-Schild zu sehen, als Danny auf dem Dach von Jack gerettet wird.

## Synchronisation
Die deutsche Synchronisation entstand nach einem Dialogbuch und unter der Dialogregie von Arne Elsholtz im Auftrag der Berliner Rondo Film Werner Peters GmbH.
| Darsteller               | Sprecher                | Rolle                               |
| ------------------------ | ----------------------- | ----------------------------------- |
| Arnold Schwarzenegger    | Thomas Danneberg        | Jack Slater / Arnold Schwarzenegger |
| Austin O’Brien           | Tobias Müller           | Danny Madigan                       |
| F. Murray Abraham        | Klaus Piontek           | John Practice                       |
| Charles Dance            | Norbert Gescher         | Benedict                            |
| Ryan Goldstein           | Klaus Pietzner          | Andrew Slater                       |
| Nick Dimitri             | Wolf Rüdiger Reutermann | Arzt                                |
| Tina Turner              | Anke Reitzenstein       | Bürgermeisterin                     |
| Wendle Josepher          | Renate Weyl             | Candy Girl                          |
| Chevy Chase              | Erich Räuker            | Chevy Chase                         |
| Basil Sydney             | Friedrich Schoenfelder  | Claudius (Video in der Schule)      |
| Damon Wayans             | Ronald Nitschke         | Damon Wayans                        |
| Ian McKellen             | Helmut Wildt            | Der Tod                             |
| Art Carney               | Eric Vaessen            | Frank                               |
| Sven-Ole Thorsen         | Gösta Knothe            | Gunman                              |
| Laurence Olivier         | Lothar Blumhagen        | Hamlet (Video in der Schule)        |
| Toru Tanaka              | Wolfgang Kühne          | Harter Asiate                       |
| Chris Connelly           | Jörg Hengstler          | Interviewer bei Film-Premiere       |
| Mercedes Ruehl           | Franziska Pigulla       | Irene Madigan                       |
| Jim Belushi              | Arne Elsholtz           | James Belushi                       |
| Jean-Claude van Damme    | Mathias Einert          | Jean-Claude Van Damme               |
| Karen Duffy              | Katarina Tomaschewsky   | Karen Duffy                         |
| Lee Reherman             | Andreas Rüdiger         | Krause                              |
| Bobbie Brown             | Daniela Hoffmann        | Kundin in der Videothek             |
| Joan Plowright           | Bettina Schön           | Lehrerin                            |
| Frank McRae              | Hartmut Neugebauer      | Lieutenant Dekker                   |
| Little Richard           | Wolfgang Ziffer         | Little Richard                      |
| M.C. Hammer              | Torsten Michaelis       | M.C. Hammer                         |
| Maria Shriver            | Heike Schroetter        | Maria Shriver                       |
| Donald C. Llorens        | Gerry Wolff             | Monoghan                            |
| Michael Chieffo          | Dietmar Wunder          | Monroe                              |
| Robert Prosky            | Michael Chevalier       | Nick                                |
| Apollo Dukakis           | Wolfgang Völz           | Polonius                            |
| Patrick Flanagan         | Björn Schalla           | Punk                                |
| R.C. Bates               | Wolfgang Völz           | Rabbi                               |
| Colleen Camp             | Mo Goudarzi             | Ratcliff                            |
| Tom Noonan               | Detlef Bierstedt        | Ripper / Tom Noonan                 |
| Rick Ducommun            | Frank-Otto Schenk       | Rippers Agent                       |
| Kevin Ula Christie       | Andreas Hanft           | Sergeant                            |
| Jeffrey Braer            | Sol Bondy               | Skeezy                              |
| Billy D. Lucas           | Klaus Lochthove         | SWAT Cop                            |
| Donna Borghoff           | Aje Bruecken            | Tammy                               |
| Anthony Quinn            | Edgar Ott               | Tony Vivaldi                        |
| Michael V. Gazzo         | Alexander Herzog        | Torelli                             |
| Angie Everhart           | Nana Spier              | Videothekarin                       |
| Jason Kelly              | Frank-Otto Schenk       | Vize-Gouverneur                     |
| John Finnegan            | Andreas Hanft           | Watch Commander                     |
| Bridgette Wilson-Sampras | Elisabeth Günther       | Whitney / Meredith                  |
| Arsenio Hall             | Ingo Albrecht           | Arsenio Hall                        |
| Danny DeVito             | Stefan Fredrich         | Whiskers                            |
| Sharon Stone             | [stumm]                 | Catherine Tramell                   |
| Robert Patrick           | [stumm]                 | T-1000                              |

## Rezeption

### Allgemein
Der Film wurde bereits vor der Veröffentlichung von US-amerikanischen Kritikern so einhellig verrissen, dass nur wenige Zuschauer in die US-Kinos gingen und die Medien von einem finanziellen Desaster sprachen. Der Film gilt als Schwarzeneggers größter Flop, konnte jedoch trotzdem einen beachtlichen Gewinn erwirtschaften. Columbia Pictures räumte ein, dass die niedrigen Zahlen auf den gigantischen Erfolg von Jurassic Park zurückzuführen sind, der eine Woche vor Last Action Hero in den US-amerikanischen Kinos kam, eine ähnliche Zielgruppe ansprach und schnell zum umsatzstärksten Film aller Zeiten wurde. Der Erfolg von Jurassic Park wurde unterschätzt. Auch aus Angst vor negativer Publicity verweigerte Columbia Pictures eine Verschiebung des Kinostarts, obwohl Studio-Angestellte und die Filmemacher darum baten, den eigenen Film zu verschieben. Es hätte zwei Zwecke erfüllt: Erstens wären sie Jurassic Park aus dem Weg gegangen und zweitens hätte es den Filmemachern mehr Zeit gegeben, den Film zu verbessern. Ursprünglich wollte Columbia Pictures für den Sommer 1994 eine Fortsetzung von Last Action Hero produzieren, aufgrund des Misserfolgs wurden die Pläne gestrichen.
McTiernan, der zuvor mit Filmen wie Predator, Stirb langsam und Jagd auf Roter Oktober große Erfolge feiern konnte, geriet in eine tiefe Krise. In einem Interview von 2001 beschrieb McTiernan die persönlichen Folgen von Last Action Hero: „Ich ging nach Hause und wollte anderthalb Jahre lang mit niemandem reden. Ich bin in Wyoming geblieben und habe das Heu gemacht. Ich musste meine Wunden lecken.“ Schwarzenegger, der auch als Executive Producer fungierte, soll laut McTiernan über den Misserfolg sehr enttäuscht gewesen sein: „So gründlich abgewiesen zu werden – das hat ihm irgendwie das Herz gebrochen“. Zak Penn reagierte bei der Uraufführung entsetzt, als er den Film zum ersten Mal sah.

### Einspielergebnisse
Der Film konnte die hohen Erwartungen an den Kinokassen nicht erfüllen. Für das erste Wochenende erwartete Columbia Pictures Einnahmen von mindestens 20 Millionen US-Dollar. Das Einspielergebnis lag jedoch nur bei 15,3 Millionen US-Dollar. In der ersten Woche lag das Einspielergebnis bei rund 21,9 Millionen US-Dollar, die Einnahmen brachen in der zweiten Woche um etwa die Hälfte ein (11,7 Millionen US-Dollar). Weltweit spielte der Film ca. 137,3 Millionen US-Dollar ein – 50 Millionen US-Dollar in den USA und 87,3 Millionen US-Dollar in anderen Ländern. Last Action Hero war einer der ersten großen Blockbuster, der im Ausland mehr Geld einspielte als im Inland. Columbia Pictures gab die endgültigen Produktionskosten mit 47,5 Millionen US-Dollar an. Die Fachpresse spekuliert jedoch über Zahlen zwischen 77 und 85 Millionen US-Dollar, die auf hohe Produktions- und Marketingkosten zurückzuführen seien.

### Kritiken
TV Spielfilm schreibt, die „US-Kritiker stürzten sich wie die Aasgeier auf John McTiernans Actionparodie und schrieben sie in Grund und Boden. Dabei entging ihnen offenbar, dass die 70-Millionen-Dollar-Materialschlacht gekonnt alle Klischees des Actiongenres und dessen beliebteste Darsteller verulkt“. Im Rückblick wurde der Film aber durchaus auch gelobt, vor allem in Europa. Das Filmkritik-Portal Rotten Tomatoes gibt für den Film 36 % positive Rezensionen an, und er hat einen Metascore von 44 von 100 bei Metacritic.

„Last Action Hero tastet spielend die Grenzen und Geheimnisse des Kinos ab. Dies ist ein Film zum Staunen über das Staunen. Das Action-Kino kann danach eigentlich nicht mehr das gleiche sein“

„Schwarzenegger betreibt einen Balanceakt zwischen Idolisierung und Persiflierung, eingebettet ins augenzwinkernde Spiel mit Illusion und Wirklichkeit“

„Arnold Schwarzeneggers Action-Komödie funktioniert besser in der Absicht als in der Realisation. Die Parodie ist zu schwerfällig, als dass der Film richtig vom Boden abheben könnte. Dennoch ist sein Ansatz, Kino-Stunts als Illusion zu markieren und auf die extreme Blutrünstigkeit des Genres zugunsten durchschaubarer Action-Tricks zu verzichten, eine sympathische Abweichung vom Klischee.“

„Mit so viel Einfallsreichtum hat sich lange kein Hollywood-Film mehr zwischen alle Stühle gesetzt. Daß er auf dem Markt nicht recht funktioniert, erzählt ein wenig auch von der Distanzierung der Kulturen: Das Publikum der Actionfilme und das der ‚Filmkunst‘ müßten sich in solch einem Film treffen können, gäbe es nicht in beide Richtungen einige Zumutungen […]. LAST ACTION HERO ist purer Anti-Spielberg. Eine Geschichte der Desillusionierung, die es schafft, nicht zynisch zu sein.“